# Mercado de cavalos

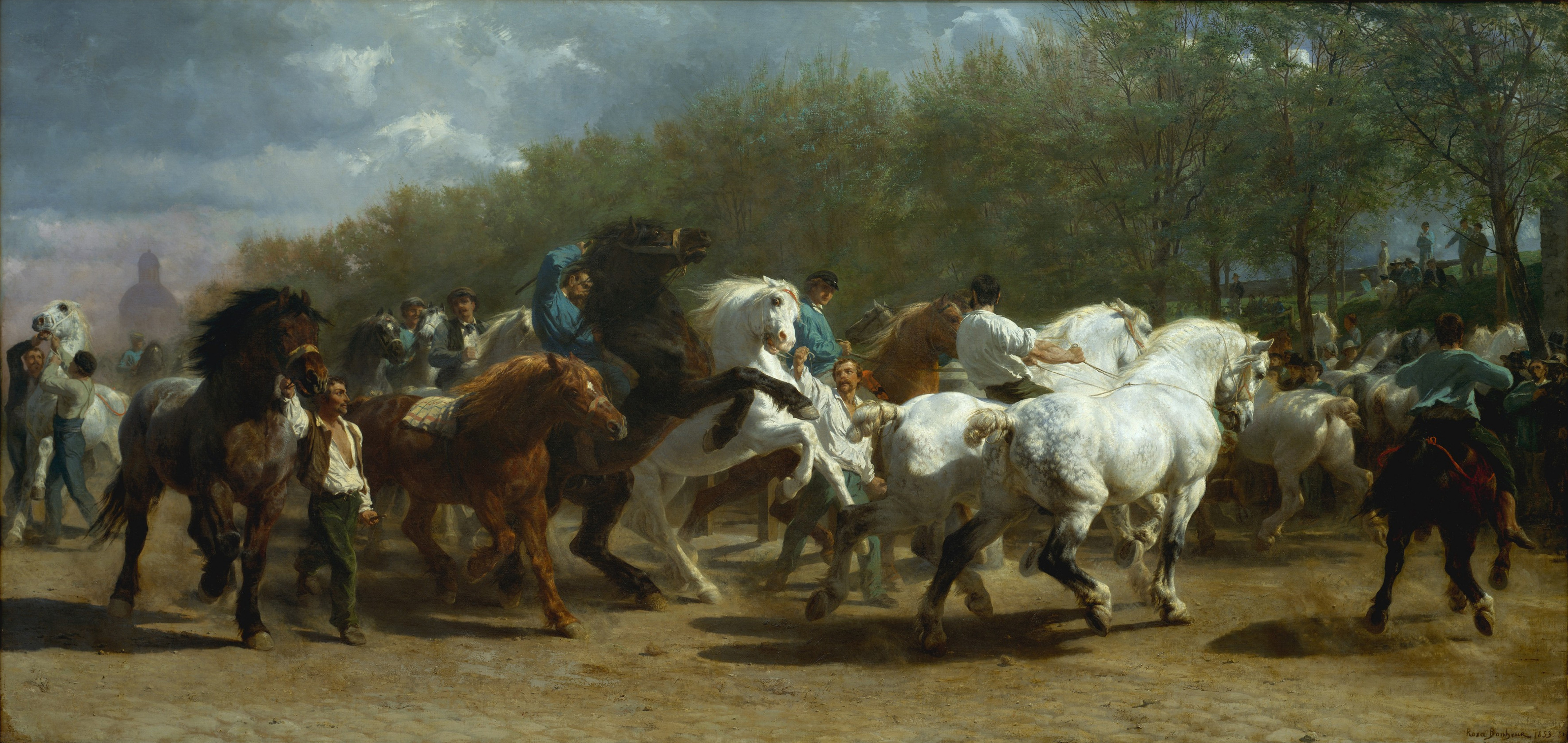
Rosa Bonheur: Mercado de cavalos na exposição de cavalos.

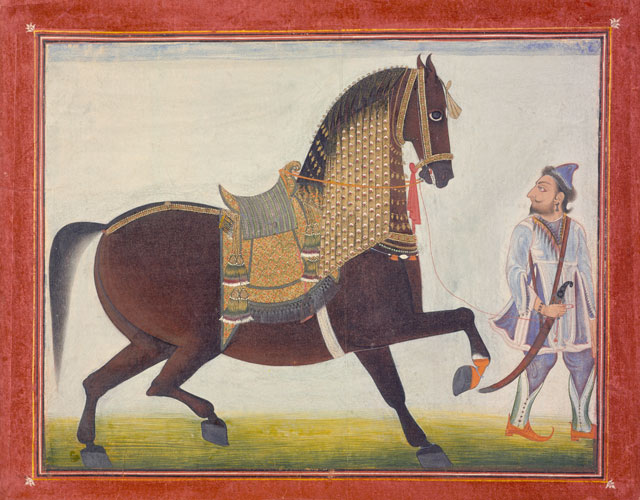
Um cavalo e seu comerciante.

O mercado de cavalos, literalmente, refere-se à compra e venda de cavalos. Devido às dificuldades em se avaliar os méritos de um cavalo à venda, o comércio de cavalos abria muitas brechas para o uso da desonestidade, levando o termo "mercado de cavalos" a ser usado para se referir ao regateio ou a outros tipos de transações complexas, como também o comércio de votos políticos. Era esperado que vendedores de cavalo lucrassem bem em negociações como essa, então aqueles que comercializavam cavalos, passaram a ter a reputação de traiçoeiros, por conta de suas práticas nos negócios.

## Etimologia
Como alguns padrões de ética nos negócios deixaram de ser importantes nos Estados Unidos na "Era Dourada", as atividades de comércio de cavalos passou a ser vista como algo cada vez mais natural e, em parte, como produto desejável de um mercado competitivo, do que como um sintoma de depravação moral. Em um artigo de 1893 do The New York Times, criticando uma proposta de lei que tornava ilegal o ato de um jornal declarar um número falso de suas publicações em circulação, o autor declarava: "se a mentira fosse barrada pela lei, o comércio de cavalos acabaria de vez, e os bares e mercados do país seriam privados da agitação, da qual eles provem agora, no inverno."
Refletindo esta atitude, o termo "comércio de cavalos" foi amplamente adotado como uma forma de descrever o que pode ser visto como práticas de negócio antiéticas sob uma perspectiva mais positiva. É provável que a publicação de Edward Noyes Westcott em 1898, David Harum - cujo dono do nome do título via todo tipo de negócio sob a ótica do comércio de cavalos - tenha tido um papel importante nisso.
Em um outro sentido da palavra, "comércio de cavalos" pode se referir especificamente ao comércio de votos políticos. Esse é o senso mais comum do termo, substituindo um termo mais antigo, o "logrolling".